# Die nicht heiraten dürfen
Die nicht heiraten dürfen ist ein deutsches Stummfilm-Sitten- und Sexualaufklärungsdrama aus dem Jahr 1928 mit André Mattoni, Victor Colani und Colette Brettel in den Hauptrollen.

## Handlung
Der Film ist ein stark verspätetes Melodram zum Thema Geschlechtskrankheiten infolge ungeschützten Verkehrs. Hier steht im Vordergrund der junge Ingenieur Fritz Wendhausen, der sich in das Upper-Class-Mädchen Eveline Cornelius, die Tochter seines Chefs Franz Cornelius, verliebt. In Emil Bloß hat er jedoch einen ziemlich rücksichtslosen Konkurrenten um die Gunst der jungen Dame, der keine Mittel scheut, Fritz auszustechen.
Emil schleppt Fritz in eine zwielichtige Bar mit, wo Emil erst seinen Kumpel betrunken macht und ihn dann mit dem halbseidenen Mädchen Kitty zusammenführt, von dem er weiß, dass diese eine ansteckende Geschlechtskrankheit hat. Es kommt in ihrer Wohnung zu einem Sexualkontakt. Nach einem kurzen “Filmriss” wird sich Fritz seiner Situation allmählich bewusst, und prompt spürt Fritz die Konsequenzen in seinem Unterleib. Er geht augenblicklich zu einem Facharzt namens Dr. Falke, der ihm klarmacht, dass sich Fritz bei jener Prostituierten angesteckt haben muss. Falke verspricht Fritz Heilung, und die generöse Eveline verzeiht ihrem Fritz und verspricht, bis zu seiner Genesung auf ihn zu warten.

## Produktionsnotizen
Gedreht zum Jahresende 1928, passierte Die nicht heiraten dürfen am 16. Januar 1929 nach einigen Schnittauflagen die Filmzensur und wurde  am 1. März desselben Jahres in vier Hamburger Kinos uraufgeführt. Der Sechsakter besaß eine Länge von 2294 Metern und wurde mit Jugendverbot belegt.
Karl Machus gestaltete die Filmbauten. Rudolf Fichtner und Erich von Neusser übernahmen die Aufnahmeleitung.

## Kritiken
Martin Beheim-Schwarzbach fand kaum ein gutes Wort für diese abgedroschene Geschichte. Im Film-Journal schrieb er: „Der Kern dieser Handlung mag brauchbar sein, aber einmal ist seine ‚wissenschaftliche Tendenz‘ derart unvermittelt, unsorgfältig und kompositionslos angehängt, daß man sie schon lieber einfach ganz hätte weglassen sollen, und sodann ist alles Beiwerk so unerträglich konventionell und schematisch, so ohne einen Funken der bescheidensten eigenen Regietechniken Erfindung, daß selbst die gute Besetzung … dem Bildstreifen kein Leben zu verleihen mag. Dazu sind die überaus zahlreichen Titel einfach Pfuscharbeit, schwülstig und von falschem Pathos.“
Auch Hans Spielhofer zeigte sich wenig begeistert. In der Deutschen Filmzeitung war zu lesen: „Eine unter allen Umständen abschreckende Wirkung wird man einem solchen Manuskript, dessen Verfasser übrigens im Prospekt schamhaft verschwiegen wird, nicht zubilligen. Wie man hört, war die Verführungsszene noch um 50 Meter länger, die der Zensur zum Opfer gefallen sind. (…) Was die Form anbelangt, so ist vieles, nicht nur die Verführungsszene, übermäßig breit geraten. Die Schauspieler, zum großen Teil nicht unbegabter Nachwuchs, haben sich das Theaterspielen noch nicht … abgewöhnt. (…) Colette Brettl gefällt trotz ihrer größeren Routine weniger als die begabte rassige Anfängerin Georgia Lind. (…) Ein Tendenzfilm, der durch breite und auffallende Zustandsschilderung das Gegenteil seiner angeblich guten Absichten erreicht.“